# Qiao Qiao
Qiao Qiao (caratteri cinesi: 乔乔) (1980) è una cantante cinese.

## Biografia
È la prima artista apertamente lesbica della Repubblica Popolare Cinese; ha pubblicato il suo primo singolo, intitolato "Ai Bu Fen" (爱不分) e tradotto come "Love does not discriminate" (l'amore non fa discriminazioni), nel 2006. Il video della canzone mostrava due ballerine innamorate, ma le convenzioni sociali non avrebbero permesso un bacio lesbico in scena. Il governo "non ha fatto nessuno sforzo per sopprimere la canzone". È proprietaria di un bar a Pechino, il quale ospita serate per sole donne ogni sabato.
È stata la prima ospite del programma online Tong Xing Xiang Lian (Gay Connections), un video di un'ora messo in onda sul web, che ha debuttato nel 2007 su PhoenixTV.com.